# 김선기 (언어철학자)
김선기(金善琪, 1907년 3월 21일~1992년 11월 11일)는 대한민국의 언어학자자이며 교육자이다. 본관은 광산(光山)이고 호는 무돌(무지개돌)이다.

## 생애

### 젊은 시절
김선기는 전라북도 옥구군 임피면 읍내리 343번지, 높은집 (지금의 군산시 옥구군 임피면)에서 출생하였다.
1928년 연희전문학교를 졸업한 후 1931년 1월에 조선어학회 사전편찬원으로 당시 월급 30원을 받고 취직한 이후에, 1932년 12월 다른 5명의 회원(이갑, 이만규, 이상춘, 이세정, 이탁)과 더불어 추가로 총회 위원이 되었다. 한글 맞춤법 통일안은 18명의 위원이 1931년 1월에서 1934년 6월 사이 약3년 동안 125회를 모여서 433시간을 들여서 완성될 수 있었다.
1937년 런던 칼리지 대학교에서 Phonetics of Korean로 석사학위를 지도교수 대니얼 존스로부터 받은 후, 1938년 연희전문학교 교수로 재임 중에 조선어학회 사건으로 1942년 9월 12일 함흥 형무소 미결수(975번)로 투옥 당한 이후 흥원경찰서에서 고문과 취조를 받았다. 1943년 9월 10일 기소유예로 출감하였으나 유죄판결로 인해 연희전문에서 해직되었다. 1944년 3월에는 함경도 단천 광산에서 노무주임으로 마지 못해 일하다 웅기 감투봉으로 쫓겨가 참호를 파 노역에 시달리던 가운데, 1945년 8월 15일에 일제의 패망으로 단천을 거쳐 다시 서울로 돌아 왔다.

### 연구와 교육 활동
대니얼 존스의 음성학 연구를 한국어에 적용하여, 최초로 영어의 모음 사각도를 약간 변형시켜서 한국어 타원 모음도를 창안하였다. 음성학 강의를 통해서 국어 음성학에 추춧돌을 놓는 공헌을 하였으며 이론적으로 음성학 연구를 접근하였을 뿐만 아니라, 역사-비교 언언학적 방법론으로 우리말의 기원 및 향가 연구와 만주어, 다구르어, 몽골어 연구에까지 광범하고 다양한 언어학 논제들에 대해 여러 논문을 집필하였다.
광복 후 미군정 하에 《새한신문》을 발행하였다. 1946년 3월 연희 대학으로 복직해 영어음성학을 강의하였으며, 1947년부터 1948년 문과대학성 서리(한림원 원장)이란 보직을 맞아 일하였다. 1950년 1월부터 1958년 서울 대학 언어학과 주임교수로 활동하였으며 1951년에는 전곡 전시 연합대학 교무처장을 역임하고 1952년에는 미국 코넬 대학교 교환교수로 초빙되었다.
1958년 12월 문교부 차관직에 임명되어 한글전용 운동을 적극 추진하고 한글간판 장려 정책을 널리 펼치었으나 4.19 혁명으로 인해서 차관직으로부터 물러나게 되었다. 5.16 쿠테타 이후 정치적 격동기였던 1963년 김준연 선생의 추천으로 자유민주당 중앙 위원회 의장으로 잠시 정치계에서 활동을 하였다. 다시 학계로 돌아 가신 계기는 명지학원 유상근 박사의 초빙으로 명지대학 초대 대학원 원장으로 부임하게 되면서 부터이다. 1975년 명예박사학위를 동대학으로부터 수여하였다.
무돌 선생의 가르침을 받은 제자는 그 수가 적지 않다. 서울대 언어학과에서 배출한 학자는 허웅, 김방한, 신익성, 안사균, 성백인, 손호민, 이현복, 배영경, 박형달, 전영표 등이다. 연세대 영어영문과에서 배출한 많은 제자 중 대표적인 인물은 허웅(서울대학교 교수), 김방한(서울대학교 교수), 성백인(서울대학교 교수), 이현복(서울대학교 교수), 손호민(미국 하와이 주립학교 교수)과 김동길(연세대학교 교수)이다.
1992년 11월 11일 서울 강동구 소재 보훈병원에서 노환으로 인해 향년 만 85세로 타계하였다.

## 연구 활동

### 저서
주요 논저로는 <피히테의 언어관>(1932), <철자법의 원리>(1932), <경음의 본질>(1933) Phonetics of Korean (1937;1970), <기준 모음과 모은 도표>(1938), National English Reader(1948), <문화 정책론>, ,잡음씨는 왜 죽었나>(1965), <향가의 새로운 연구>(1967~69),<한·일·몽 단어비교-계통론의 깃돌->(1968), <A Comparative Study of Numerals of Korea, Japanese and Altaic Languages>(1968),<한글의 새로운 기원설>(1970), <A Study of Mongolun Niguca Tobcigan-in view of Comparative Altaic Linguistics->(1970), <로걸대의 받침소리>(1972),<동국정운의 ㅃ, ㄸ, ㄲ의 음가>(1972), <The Sound Value of the Letter “어” in Hunmingjeongeum><1972>,<향가 음독자 연구 방법론의 하나>(1973), <향가 연구 방법>(1976), <가랏말의 덜(한국어 어원)>(1976), <한글 학회의 발자취>(1977)등이 있다.
위의 논문들은 1967년부터 1977년 명지대 논문집과 한글학회 논문집에 실렸으며, 1967년에서 1970년사이에 <현대 문학>에 새로운 향가 연구를 집필하여 유사 향가 14수와 균여전 11수를 현대어로 해설하였다.

### 학회 활동
(김보희)필자는 『한글새소식』 머리글에 조선어학회 수난을 이기고 돌아가신 날까지 한글을 사랑한 무돌 김선기 선생(1907~1992)이 힘쓰신 한글 운동의 발자취를 살펴보고자 한다.
무돌 선생은 연희 전문 스승이신 외솔 최현배의 추천으로 1931년 1월(23세)에 조선어학회 사전 편찬위원으로 일하게 되었다. 무돌은 한글학회의 전신인 조선어학회에서 젊은 학자로 ‘한글 맞춤법 통일안 제정’(1933) 2차 위원으로 참여하였다. 또한, 조선어학회 사전 편찬위원으로 언어학 전공자로서 연세가 높으신 스승님들을 모시고 원고 편집 및 편집회의 기록을 하는 일을 열심히 하셨다. 무돌 선생은 1934년부터 1937년까지 영국 런던대학원에서 저명한 언어학자 다니엘 존스(Daniel Jones)의 지도로 석사학위를 취득하였다. 1941년 연세대학교 교수로 재직 중, 조선어학회 사건에 연루되어 1942년 10월 21일 함경도 홍원 경찰서와 함흥 감옥에 수감되었다. 1943년 9월 18일 기소유예로 석방되었으나, 일제는 무돌 선생의 교수직을 빼앗고, 함북 아오지 탄광에서 석탄을 캐게 하는 일을 시켰다. 그 후, 1945년 8월 15일, 일제로부터 해방되어 연세대학교에 복직되었다.
무돌 선생은 1933년에 제정된 「한글 맞춤법 통일안」은 우리 민족 문화의 결정체이며 왜정 35년 동안 우리 민족이 광복을 대비해 놓은 업적으로 평가했다. 무돌의 제자 성백인 교수는 “1945년 미군정 시기에 한글이 ‘맞춤법 통일안’(1933)이 없었다면 한글은 미개한 언어로 취급되었을 것이다. 일제강점기에 조선 독립을 준비한 애국적인 사업이었다.”라고 평가하셨다.
무돌 선생은 주시경·최현배·이극로 선생의 정신을 이어받아 평생을 한글 전용의 필요성을 강조하셨다. 무돌 선생이 1931년 지으신 최초의 논문 「우리말 순화론」(1931)에서 “말은 민족의 생명이며, 제 나라 말을 사용해야 한다.”고, “우리 말을 살려 쓰자.”고 주장했다. 1931년 10월 24일자 『동아일보』 기사에 무돌 선생은 “한자 사용을 제한해야 한다.” 고 역설했다. 또한 토박이말 두루쓰기를 주장하여, “소리낱(음소), 닫소리(자음), 열소리(모음), 맺음말(결론)” 등의 새로운 용어를 제시하셨다.
1956년 무돌 선생은 서울대학교 언어학과 교수 재임 시절 언어학 발전을 위해 ‘한국 언어학회’ 를 창립하였다. 그 이후에 학계를 떠나 무돌 선생은 1957년~1960년에 문교부 차관을 역임할 당시, 한문으로 쓰였던 국가 공문과 서울 거리에 붙어 있던 한자 간판을 한글로 바꾸도록 하는 정책을 추진했다. 무돌 선생은 후일 한글 전용 정책을 공론화한 것이 가장 잘한 일이라고 회상하셨다. 무돌 선생이 문교부 차관직에 있으면서 한글 전용 정책을 추진하고, 「로마자의 한글화 표기법」을 제정한 것은 주시경·이극로·최현배·김윤경 등의 학자가 주장한 한글 전용을 실천하고, 나아가서 로마자화를 통해 한글의 세계화에 박차를 가하였다.
무돌 선생은 1948년 문교부에서 외래어 표기법과 한국어의 로마자 표기법 제정위원으로 활동하였는데, ‘ㄱ, ㄴ, ㅂ, ㅈ’ 를 ‘k, t, p, ch(크, 트, 프, 츠)’ 로 발음하는 미국식 로마자 표시법에 반대하였다. 『한글을 로마자로 적는 법』(1948)에서 예를 들면, 성(姓)인 김(Gim)을 킴(Kim)으로 쓰는 것은 한글 소리음을 제대로 발음하지 않는 표기라며 옳지 않다고 보았다.
1983년에 한글의 로마자 표기법은 매큔 라이샤워(MaCune-Reischauer) 방식으로 바뀌었는데, 무돌 선생은 “문교부가 1959년에 제정한 『한글의 로마자 표기법』을 헌신짝처럼 버리고 매큔 라이샤워의 방식을 채택하는 것은 길을 두고 뫼로 가는 것”이라고 통탄하였다. 그러나, 컴퓨터가 일상화되자 실용성이 없는 매큔 라이샤워 방식은 더 이상 활용성이 없다고 판명되어, 2000년 「국어의 로마자 표기법」이 다시 고시됨으로써 늦게나마 문교부가 1959년에 제정한 「한글의 로마자 표기법」으로 되돌리게 되었다.
무돌 선생은 한글 전용의 의의는 민족의 독립정신, 민주정신, 과학정신의 발현이라고 강조하였다. 『한글만 쓰는 데 할 일』(1970) 1965년에 펴낸 『문자정책론』(1965)에서 한글 전용은 한글 창제 못지않게 커다란 뜻을 품고 있다. 한글을 전용하게 되면 지배자와 피지배자, 노년층과 소년층을 가로막고 있는 문화생활의 장벽이 무너질 것이라고 설파했다.
1970년대에 어린 딸인 필자와의 대화에서, “한국에서 한글 전용이 실현되면, 한국은 세계에서 10대 강국이 될 것이다.”라고 굳은 믿음을 가지고 말씀하였다. 50년이 지난 오늘, 이 말은 바로 실현되었다. 1960~70년대만 해도 『동아일보』, 『조선일보』 신문의 기사에는 국한문을 혼용하여 대학생들도 사전을 보면서 신문을 읽었다. 나는 한글 전용을 하면 고대 시가를 후세대에 어떻게 전달하는가에 대해 나는 아버님에게 여쭤보았다. 아버님은 아녀자나 일반인은 일상생활에서 한자를 쓸 기회가 그다지 많지 않기에 사람들이 모두 한자를 배우는 것은 배우는 데 시간을 낭비할 필요가 없으며 경제적 효율성이 떨어진다고 설명하셨다. 다만 지식인 가운데 고대 문헌을 연구하는 사람들은 집중적으로 한자를 공부해야 한다고 말씀하셨다. 한글 전용을 주장했던 무돌 선생은 다른 학자로부터 많은 비난을 받았어도 그 뜻을 굽히지 아니하셨다.
한글이 과학적인 문자로 거듭나게 기틀을 마련해 주신 한힌샘 주시경 선생과 그를 따른 최현배· 이극로·김윤경·이윤재·정인승 선생 등 한글맞춤법을 제정하신 한글 학자들의 뜻을 이어받아 훌륭한 후학들을 길러내셨다. 무돌 선생의 제자들은 서울대학교 허웅·김방한·이현복·성백인 교수와 2세대 교수로 한글학회 이사장 권재일 교수와 한글학회 회장 김주원 교수 등이 있다. 미국 하와이 주립대학의 손호민 교수는 미국에서 한국언어전공 박사를 길러내는 세계에서 저명한 학자이다. 무돌 선생은 한평생 한글을 연구하고 후학들에게 한글 사랑을 가르치신 큰 스승이시다.
김보희글,  무돌의 한글사랑, 한글새소식 625호 2-3쪽,  2024. 9.
무돌 선생은 1930년 이래 한글 학회(조선어 학회)에 깊에 관여하였으며, 1935년 구제 음성학 협회 회원으로, 그리고 1940년부터 1970년까지 한글 학회 이사로 약 30년간 활약하였다. 1965년 이래 세종대왕 기념 사업회 이사로도 활약하시고 1975년 이후에는 몽골학회 회원으로 활동을 하였다.

## 가족 및 친척 관계
- 아버지: 김철중(1883년 생, 동아일보 편집인)
- 어머니: 고대준(1879년 생)
- 본인: 김선기
- 부인: 사별한 김은성(1911년 생)은 배화여고 제1회 졸업생이며, 배화여자고등보통학교  교사를 역임했다. 한글학자 김윤경선생의 제자로 남편 김선기를 도와 한글운동을 하였으며 전국문맹퇴치운동에 참여하였다. 김은성과 사이에 김두순(건축가), 김우순(사업가), 김성순(미국 이주)과 세딸 김혜경(서강대학교 윤능민교수의 부인), 김란경(포항공대 김병원교수의 부인), 김지경(의사 유재휘의 부인)을 두었다.
- 재혼한 이운경(1921년 생) 동지사 대학 경영학과 졸업)하고 과의 사이에 김장순(지아이엠 시스템 사장)과 네딸 김문희(전 동남보건 전문대학 교수/사업가 서정준의 부인), 김은희(서양화가/재미 사업가 김문철의 부인), 김보희(연세대 객원교수/한국외국어 대학 반병률교수의 부인), 김관희(서강대학교 임채호교수의 부인)을 두었다. 11명의 자녀는 모두 결혼하여 25명의 손자, 손녀가 있다.

## 같이 보기
- 주시경
- 김윤경
- 최현배

## 참고 문헌
- 《얼음장밑에서도 물은 흘러》(한글학회)
- 《명지어문학 제 9호: 별책》 (1977)

1. ↑  김보희(Ban Bohi Gim), Ban Bohi Gim (2024년 9월 5일). [bohigim@gmail.com “무돌의 한글서랑”] |url= 값 확인 필요 (도움말). 《한글새소식》 (한글 새소식).